# Between the Devil & the Deep Blue Sea
| Recensione    | Giudizio |
| ------------- | -------- |
| Allmusic      | [ 2 ]    |
| Sputnik Music | [ 3 ]    |

Between The Devil & the Deep Blue Sea è il terzo album studio dei Black Stone Cherry.
Mentre il precedente album del gruppo, Folklore and Superstition, era un omaggio alla fratellanza e alla storia, il nuovo album è il riepilogo della vita degli ultimi anni della band, ogni emozione, trionfo, romanticismo, viene raccontato in quest'album.
I Black Stone Cherry hanno detto che l'album «è il resoconto di tutti i giorni buoni e cattivi della nostra vita quotidiana. Dal punto di vista del suono, potrete ascoltare alcuni tra i riff di chitarra dal suono più meschino che abbiamo mai previsto, e al tempo stesso, troverete ballate per rimorchiare. Volevamo l'intensità del disco al livello di quelle dei live».

## Tracce
1. White Trash Millionaire – 3:20
2. Killing Floor – 4:02
3. In My Blood – 3:49
4. Such a Shame – 3:27
5. Won't Let Go – 3:19
6. Blame It on the Boom Boom – 3:11
7. Like I Roll – 3:33
8. Can't You See – 3:33 – cover del brano dei The Marshall Tucker Band
9. Let Me See You Shake – 3:07
10. Stay – 3:24
11. Change – 3:05
12. All I'm Dreamin' Of – 4:03

Tracce Bonus dell'edizione iTunes
1. Staring at the Mirror
2. Fade Away
3. Die for You

## Formazione
- Chris Robertson - voce, chitarra
- Ben Wells - chitarra
- Jon Lawhon - basso
- John Fred Young - batteria